# 24 uur van Daytona 1985
De 24 uur van Daytona 1985 was de 23e editie van deze endurancerace. De race werd verreden op 2 en 3 februari 1985 op de Daytona International Speedway nabij Daytona Beach, Florida.
De race werd gewonnen door de Henn's Swap Shop Racing #8 van A.J. Foyt, Bob Wollek, Al Unser sr. en Thierry Boutsen. Voor Foyt en Wollek was het hun tweede Daytona-zege, terwijl Unser en Boutsen hun eerste overwinning behaalden. De GTO-klasse werd gewonnen door de Roush Racing #65 van Wally Dallenbach jr., John Jones en Doc Bundy. De Lights-klasse werd gewonnen door de Mid-O/Rusty Jones #93 van Kelly Marsh, Ron Pawley en Don Marsh. De GTU-klasse werd gewonnen door de Team Highball #71 van Amos Johnson, Jack Dunham en Yojiro Terada.

## Race
Winnaars in hun klasse zijn vetgedrukt.
| Pos. | Klasse | No. | Team                      | Coureurs                                                   | Chassis                 | Ronden |
| ---- | ------ | --- | ------------------------- | ---------------------------------------------------------- | ----------------------- | ------ |
| 1    | GTP    | 8   | Henn's Swap Shop Racing   | A.J. Foyt Bob Wollek Al Unser sr. Thierry Boutsen          | Porsche 962             | 703    |
| 2    | GTP    | 14  | Holbert Racing            | Al Holbert Al Unser jr. Derek Bell                         | Porsche 962             | 686    |
| 3    | GTP    | 67  | BFGoodrich                | Jim Busby Rick Knoop Jochen Mass                           | Porsche 962             | 674    |
| 4    | GTP    | 5   | Bob Akin Motor Racing     | Hans-Joachim Stuck Bob Akin Paul Miller                    | Porsche 962             | 670    |
| 5    | GTP    | 7   | Bob Akin Motor Racing     | Jim Mullen Kees Nierop Ray McIntyre                        | Porsche 935             | 668    |
| 6    | GTP    | 2   | Leon Bros. Racing         | Skeeter McKitterick Terry Wolters Art Leon                 | March 84G               | 654    |
| 7    | GTP    | 1   | Leon Bros. Racing         | Bill Whittington Randy Lanier Al Leon                      | March 85G               | 652    |
| 8    | GTO    | 65  | Roush Racing              | Wally Dallenbach jr. John Jones Doc Bundy                  | Ford Mustang            | 637    |
| 9    | GTP    | 9   | Personalized Autohaus     | Jack Newsum Wayne Baker Chip Mead Ren Tilton               | Porsche 935             | 624    |
| 10   | Lights | 93  | Mid-O/Rusty Jones         | Kelly Marsh Ron Pawley Don Marsh                           | Argo JM16               | 602    |
| 11   | GTO    | 53  | Mandeville Auto/Tech      | Danny Smith Tom Waugh Diego Febles                         | Mazda RX-7              | 599    |
| 12   | GTU    | 71  | Team Highball             | Amos Johnson Jack Dunham Yojiro Terada                     | Mazda RX-7              | 599    |
| 13   | Lights | 63  | RGP 500 Racing            | Jim Downing John Maffucci Yoshimi Katayama                 | Argo JM16               | 599    |
| 14   | GTO    | 09  | 901 Shop                  | Mike Schaefer Peter Uria Jack Refenning Larry Figaro       | Porsche 911 Carrera RSR | 586    |
| 15   | GTO    | 90  | Road Circuit Tech         | Les Delano Andy Petery Tommy Riggins                       | Pontiac Firebird        | 578    |
| 16   | GTO    | 21  | Gopher Motion             | Steve Cohen Don Walker William Gelles                      | Ferrari 512             | 567    |
| 17   | GTP    | 6   | Morgan Performance        | Charles Morgan Bill Alsup Jim Miller                       | Royale RP40             | 564    |
| 18   | GTU    | 42  | Mike Meyer/Daffy SWR      | Scott Pruett Paul Lewis Joe Varde                          | Mazda RX-7              | 558    |
| 19   | GTU    | 99  | All American Racers       | Chris Cord Dennis Aase                                     | Toyota Celica           | 533    |
| 20   | GTO    | 92  | OMR Engines               | Chris Gennone Fern Prego Hoyt Overbagh Lewis Fuller        | Chevrolet Camaro        | 516    |
| DNF  | GTP    | 11  | Kendall Racing            | Chuck Kendall Peter Fitzgerald John Hotchkis               | Porsche 935             | 512    |
| 22   | GTP    | 30  | Momo Corse                | Gianpiero Moretti Jim Trueman Massimo Sigala               | Alba AR5                | 505    |
| 23   | Lights | 37  | Aerex Manufacturing       | Peter Welter Nick Nicholson Tom Burdsall                   | Tiga GT284              | 501    |
| 24   | GTO    | 96  | Allan Moffat Racing       | Allan Moffat Gregg Hansford Kevin Bartlett Peter McCloud   | Mazda RX-7              | 482    |
| 25   | GTU    | 94  | 49th Star Racing          | William Pfalf Skip Winfree Wally Hopkins                   | Porsche 911             | 477    |
| 26   | GTO    | 73  | Wolf Engines              | Clark Howey Dale Koch Tracy Wolf                           | Chevrolet Camaro        | 467    |
| 27   | GTO    | 78  | Raul Garcia               | Raul Garcia Eugenio Matienzo                               | Pontiac Firebird        | 454    |
| 28   | GTP    | 3   | Pegasus Racing            | Bobby Allison Wayne Pickering Ken Madren                   | March 84G               | 437    |
| 29   | GTO    | 83  | K&P Racing                | William Wessel Robert Whitaker Mark Kennedy Karl Keck      | Chevrolet Corvette      | 436    |
| 30   | GTO    | 43  | Starved Rock Lodge        | Rusty Schmidt Scott Schmidt Max Schmidt                    | Chevrolet Corvette      | 413    |
| DNF  | GTO    | 35  | Team Dallas               | M. L. Speer Bobby Hefner Jack Griffin                      | Porsche 911 Carrera RSR | 395    |
| DNF  | GTP    | 15  | Kalagian Racing           | John Kalagian John Lloyd Tom Grunnah                       | March 84G               | 394    |
| DNF  | GTP    | 33  | Bo-And Racing             | Richard Anderson Bard Boand Mike Brummer                   | Lola T600               | 373    |
| 34   | GTO    | 22  | Walter Johnston           | Del Russo Taylor John Hayes-Harlow Bob Lee                 | Pontiac Firebird        | 351    |
| 35   | GTU    | 49  | Conrad Racing             | Albert Naon jr. Dennis Vitolo Fernando Garcia              | Porsche 911             | 336    |
| DNF  | GTP    | 45  | Conte Racing              | John Paul jr. Bill Adam Whitney Ganz                       | March 85G               | 330    |
| DNF  | GTO    | 80  | Lindley Motor Ltd.        | Neil Bonnett Jim Derhaag Les Lindley                       | Chevrolet Camaro        | 295    |
| DNF  | GTO    | 72  | Centurion Auto Trans      | Harold Shafer Tom Nehl Kent Painter                        | Chevrolet Camaro        | 283    |
| DNF  | GTO    | 29  | Southern Racing Promins   | Gary Baker Robin McCall Joe Ruttman                        | Chevrolet Corvette      | 281    |
| DNF  | GTP    | 0   | Kreepy Krauly Racing      | Sarel van der Merwe Tony Martin Ian Scheckter              | March 84G               | 260    |
| DNF  | GTO    | 38  | Mandeville Auto/Tech      | Takashi Yorino Logan Blackburn Roger Mandeville            | Mazda RX-7              | 220    |
| DNF  | GTU    | 81  | Mosler Racing             | Steve Alexander Joe Hill George Alderman                   | Ferrari 308 GTB/GTS     | 219    |
| DNF  | GTO    | 89  | Scorpio Racing            | Jamsal Eduardo Galdamez Anbagua                            | Porsche 934             | 217    |
| DNF  | GTU    | 55  | Preston & Son Enterprises | Robert Peters George Schwarz Andre Schwarz                 | Mazda RX-7              | 214    |
| DNF  | GTU    | 76  | Malibu Grand Prix         | Jack Baldwin Ira Young Jeff Kline                          | Mazda RX-7              | 205    |
| DNF  | GTP    | 44  | Group 44                  | Brian Redman Bob Tullius Hurley Haywood                    | Jaguar XJR-5            | 203    |
| DNF  | GTU    | 57  | Zwiren Racing             | Steve Zwiren Tony Pio Costa Mike Allison Wes Donnington    | Mazda RX-7              | 188    |
| DNF  | GTP    | 31  | Goral Racing              | Hugo Gralia Emory Donaldson Paul Goral                     | Porsche 935             | 183    |
| DNF  | GTO    | 51  | Mosler Racing             | John McComb Rick Mancuso Fred Fiala                        | Ferrari 512 BB          | 171    |
| DNF  | GTU    | 17  | Al Bacon Racing           | Al Bacon Charles Guest Steve Millen                        | Mazda RX-7              | 170    |
| DNF  | GTP    | 4   | Lee Racing                | Lew Price Carson Baird Billy Hagan Terry Labonte           | Lola T711               | 160    |
| DNF  | GTP    | 29  | DeAtley Motorsports       | Michael Roe Tommy Byrne Darin Brassfield                   | March 84G               | 159    |
| DNF  | GTP    | 95  | Van Every Racing          | Lance van Every Ash Tisdelle Jack Refenning                | Porsche 935             | 157    |
| DNF  | GTO    | 06  | Roush Racing              | John Bauer Jim Miller Willy T. Ribbs                       | Ford Mustang            | 157    |
| DNF  | GTP    | 04  | Group 44                  | Claude Ballot-Léna Jim Adams Chip Robinson                 | Jaguar XJR-5            | 154    |
| DNF  | GTU    | 60  | Hobbit Racing             | Tony Swan Bob Ruth Steve Dietrich                          | Mazda RX-7              | 150    |
| DNF  | GTO    | 54  | Dave Heinz Imports        | Dave Heinz Dave Barnett Jerry Thompson                     | Chevrolet Corvette      | 138    |
| DNF  | GTO    | 66  | Bob Beasley               | Bob Beasley Jack Lewis Chuck Grantham                      | Porsche 911 Carrera RSR | 118    |
| DNF  | GTP    | 68  | BFGoodrich                | Pete Halsmer Dieter Quester John Morton                    | Porsche 962             | 107    |
| DNF  | GTP    | 86  | Bayside Disposal Racing   | Bruce Leven Henri Pescarolo Thierry Boutsen                | Porsche 962             | 101    |
| DNF  | GTO    | 97  | Scyphers-Ankor Racing     | Billy Scyphers Allen Glick Bill Cooper                     | Chevrolet Corvette      | 99     |
| DNF  | GTP    | 25  | Red Lobster Racing        | Kenper Miller Dave Cowart Mauricio de Narváez              | March 83G               | 92     |
| DNF  | GTU    | 87  | Performance Motorsports   | Elliott Forbes-Robinson John Schneider Don Istook          | Porsche 924 Carrera GTR | 89     |
| DNF  | GTO    | 58  | Coin Operated Racing      | Jim Torres Don Kravig Michael Hammond                      | Porsche 934             | 86     |
| DNF  | GTU    | 13  | Rubino Racing             | Frank Rubino Dennis Wagoner Ken Knott                      | Mazda RX-7              | 67     |
| DNF  | GTP    | 20  | Spirit of Cleveland       | Freddy Baker Don Herman Rich Maher Richard Silver          | Porsche 935             | 62     |
| DNF  | GTO    | 70  | Ormond Racing             | Don Cummings Craig Rubright Greg Walker                    | Chevrolet Corvette      | 58     |
| DNF  | GTP    | 07  | LSJ Racing                | Lyn St. James Tim Coconis Eric Lang                        | Argo JM16               | 54     |
| DNF  | GTU    | 08  | Paul Romano               | Drake Olson Steve Potter Willard Howe                      | Mazda RX-7              | 45     |
| DNF  | GTU    | 77  | Championship Motorsports  | Don Wallace John Petrick Don Sikes                         | Mazda RX-7              | 36     |
| DNF  | GTO    | 47  | Dingman Bros. Racing      | Walt Bohren Ron Bouchard Billy Dingman                     | Pontiac Firebird        | 35     |
| DNF  | GTO    | 41  | Unlimited Telephones      | Luis Sereix Ralph Noseda                                   | Pontiac Firebird        | 28     |
| DNF  | GTU    | 84  | Clay Young                | Clay Young                                                 | Pontiac Fiero           | 21     |
| DNF  | GTP    | 16  | Henn's Swap Shop Racing   | Harald Grohs Jean-Louis Schlesser Preston Henn Walter Brun | Porsche 935             | 15     |
| DNF  | GTP    | 61  | Team USA/Deco Sales       | Steve Shelton Don Courtney Brent O'Neill                   | Royale RP40             | 14     |
| DNF  | GTU    | 74  | Whitehall Motorsports     | Paul Gentilozzi Kent Hill Austin Godsey Bobby Akin         | Porsche 924 Carrera GTR | 12     |
| DNS  | GTP    | 88  | Bayside Disposal Racing   | Bruce Leven Henri Pescarolo Thierry Boutsen                | Porsche 962             | 0      |
| DNS  | GTP    | 19  | Performance Motorcar      | Jack Miller Carlos Ramirez Bruce Redding                   | Nimrod NRA/C2           | 0      |
| DNS  | GTO    | 64  | Rene Rodriguez            | Ernesto Soto Rene Rodriguez                                | Chevrolet Corvette      | 0      |
| DNS  | GTP    | 05  | Hi-Tech Racing            | Tico Almeida Miguel Morejon                                | Porsche 935             | 0      |
| DNS  | GTU    | 00  | Jim Logan                 | Jim Logan Graham McRae Leonard Yanke                       | Dodge Daytona           | 0      |
| DNS  | GTU    | 27  | Paul Fortner              | Russell Gossett Gary Stephens Paul Wolfe                   | Datsun 280Z             | 0      |
| DNS  | GTP    | 85  | Ralph Sanchez Racing      | Emerson Fittipaldi Tony Garcia Mauricio de Narváez         | March 85G               | 0      |
| DNQ  | GTO    | 24  | Kreider Racing            | Dale Kreider Roy Newsome                                   | Chevrolet Camaro        | 0      |
| DNQ  | GTU    | 34  | El Salvador Racing        | Alfredo Mena George Drolsom                                | Porsche 924 Carrera GTR | 0      |
| DNQ  | GTU    | 02  | RNGC Racing               | Dale Kreider Roy Newsome                                   | Mazda RX-7              | 0      |
| DNQ  | GTO    | 23  | Import Restoration        | Alan Howes Paul Reisman Bob Hebert                         | Porsche 911 Carrera RSR | 0      |
| DNQ  | GTO    | 69  | John Hofstra              | John Hofstra Charles Slater                                | Porsche 911 Carrera RSR | 0      |
| DNQ  | GTU    | 79  | Whitehall Motorsports     | Tom Winters Bob Bergstrom John Casey                       | Porsche 924 Carrera GTR | 0      |

1962 · 1963 · 1964 · 1965 · 1966 · 1967 · 1968 · 1969 · 1970 · 1971 · 1972 · 1973 · 1974 · 1975 · 1976 · 1977 · 1978 · 1979 · 1980 · 1981 · 1982 · 1983 · 1984 · 1985 · 1986 · 1987 · 1988 · 1989 · 1990 · 1991 · 1992 · 1993 · 1994 · 1995 · 1996 · 1997 · 1998 · 1999 · 2000 · 2001 · 2002 · 2003 · 2004 · 2005 · 2006 · 2007 · 2008 · 2009 · 2010 · 2011 · 2012 · 2013 · 2014 · 2015 · 2016 · 2017 · 2018 · 2019 · 2020 · 2021 · 2022 · 2023 · 2024 · 2025